# Rossön
Rossön is een plaats in de gemeente Strömsund in het landschap Ångermanland en de provincie Jämtlands län in Zweden. De plaats heeft 400 inwoners (2005) en een oppervlakte van 153 hectare. De afstand tot de plaats Strömsund bedraagt ongeveer 45 kilometer. De plaats ligt gedeeltelijk op een eiland, dat wordt omsloten door het meer Bodumsjön.

## Verkeer en vervoer
Bij de plaats loopt de Länsväg 346.